# شهرستان استونوال (تگزاس)
شهرستان استونوال، تگزاس (به انگلیسی: Stonewall County, Texas) یک سکونتگاه مسکونی در ایالات متحده آمریکا است که در تگزاس واقع شده‌است.

## خصوصیات
شهرستان استونوال ۲٬۳۸۲٫۸ کیلومترمربع مساحت دارد.